# エレナ・リステスカ
エレナ・リステスカ（マケドニア語:Елена Ристеска、ラテン文字転写Elena Risteska, 1986年4月27日 - ）はマケドニア共和国の歌手、ソングライター。ユーゴスラビア社会主義連邦共和国、マケドニア社会主義共和国スコピエ（現マケドニア共和国）出身。

## 来歴

### デビューまで
幼い頃から音楽に関心の高かったエレナは、1994年に民俗舞踊のクラブ"Kocho Racin"に入り、歌手などとして活動していた。1996年には「Mak-Karaoke Show」でテレビに初出演。この頃から英語、フランス語を学びはじめ、また民俗舞踊クラブの一員としてブルガリアを訪れている。1998年には国内外の多くのコンテストに参加し、賞を受けている。2000年にはクラブの一員としてブルガリア、チェコ、トルコを訪れている。

### デビュー後
2002年にはマケドニア共和国の音楽ベースのリアリティ・ショー番組「Play - Search For A Star」に参加、優勝し、大きく知名度を上げている。デビュー曲「Ona Drugoto」（他の事）はヒットとなり、デビュー・アルバム『Den i Nok』は売り上げを大きく伸ばした。エレナはまたソングライターとしても活動し、4Play、ランベ・アラバコスキ（Lambe Alabakoski）、Aleksandra Pileva、Maja Sazdanovska、Robert Bilbilov、Verica Pandilovska、アドリアン・ガジャ、Emil、Anja Veterovaなどのアーティストに歌を提供している。
マケドニアでの大成功に引き続いてエレナは国外へもプロモーション活動を広げ、2004年にはルーマニア・ブラショフのチェルブル・デ・アウル国際音楽祭に参加、2005年にはモンテネグロのヘルツェグ・ノヴィで行われたスンチャネ・スカレで「Ni na nebo, ni na zemja」を披露した。エレナのビデオクリップはMTV Adriaでも流れるようになり、国外での知名度も上昇していった。

### ユーロビジョン・ソング・コンテスト2006
2006年3月4日、エレナは「Ninanajna」を歌ってユーロビジョン・ソング・コンテストのマケドニア代表選考を勝ち抜いた。この曲はダルコ・ディミトロフのプロデュースによるもので、歌詞はヴルチャクによって書かれた。この曲はアップテンポのポップな曲で、R&Bやダンスミュージックなどの要素を織り交ぜたものだ。ユーロビジョン・ソング・コンテストでは決勝進出を決め、12位の好成績を残した。これは、同コンテストでのマケドニアの順位として過去最高である。

### 2006年以降
2006年には、ダルコ・ディミトロフのプロデュース曲「Ne Mogu」でスンチャネ・スカレ・フェスティバルに参加。また、アルメニアのエレバンを訪れ、ユーロビジョン・ソング・コンテスト2006のアルメニア代表Andréのコンサートにゲスト出演した。10月にはダルコ･ディミトロフのプロデュースによる新曲「Esen Vo Mene」を発表。同年松には2枚目のアルバム『192』をリリース。同アルバムにはユーロビジョン参加曲の「Ninanajna」や先の新曲「Esen vo Mene」、「Ne Mogu」などを収録している。ちなみに、192とは、マケドニア共和国で警察を呼び出す電話番号である。
2007年にはユーロビジョンのマケドニア代表を選ぶフェスティバル・スコピエ・フェスト2007にソングライターとして参加、ランベ・アラバコスキの曲「Belo e se」の作詞を担当した。この曲はフェスティバルで3位入賞した。
同じく2007年のフェスティバル、スンチャネ・スカレでは、ボスニア・ヘルツェゴビナのロック・グループレギナと共演し、彼らのヒットソング「Ljubav nije za nas」を共に歌った。この曲はその年の最優秀デュエット曲に選ばれた。

## ディスコグラフィー

### アルバム
- Den i Nok（2003年）
- 192（2006年）
- Milioner（2008年）
- The Very Best of ... Elena Risteska（2009年）